# Acanthaclisinae
Acanthaclisinae vormen een onderfamilie van netvleugelige insecten die behoort tot de familie mierenleeuwen (Myrmeleontidae). 

## Taxonomie
Er zijn 16 geslachten die verdeeld zijn in een enkele geslachtsgroep (tribus), de geslachten zijn onderstaand weergegeven.
Onderfamilie Acanthaclisinae

- Tribus Acanthaclisini
  - Geslacht Acanthaclisis
  - Geslacht Synclisis
  - Geslacht Heoclisis
  - Geslacht Arcuaplectron
  - Geslacht Jaja
  - Geslacht Madrastra
  - Geslacht Mestressa
  - Geslacht Syngenes
  - Geslacht Paranthaclisis
  - Geslacht Vella
  - Geslacht Vellassa
  - Geslacht Cosina
  - Geslacht Centroclisis
  - Geslacht Phanoclisis
  - Geslacht Fadrina
  - Geslacht Stiphroneura